# Clydonium garitai
Clydonium garitai är en stekelart som beskrevs av Ian D. Gauld 1991. Clydonium garitai ingår i släktet Clydonium och familjen brokparasitsteklar. Inga underarter finns listade i Catalogue of Life.